# Гайворон (Приморский край)
Га́йворон — село в Спасском районе Приморского края. Входит в состав Спасского сельского поселения.

## География
Село Гайворон стоит на левом берегу реки Спасовка, в пойме озера Ханка, до берега озера около 10 км.
Дорога к селу Гайворон идёт на север от села Степное.
Расстояние до города Спасск-Дальний (через Спасское) около 20 км.
На север от села Гайворон идёт дорога к селу Сосновка.

## Население
| 1893 | 1900 | 1902 | 1912 | 1915  | 1923  | 1926  |
| ---- | ---- | ---- | ---- | ----- | ----- | ----- |
| 192  | ↗554 | ↗704 | ↗782 | ↗1467 | ↘1027 | ↗1030 |
| 1959 | 1970 | 1979 | 2002 | 2003  | 2010  |       |
| ↘800 | →800 | ↘652 | ↘547 | ↗588  | ↘415  |       |

## Улицы
В селе имеются три улицы: Зелёная, Ленинская и Советская.

## Экономика
Сельскохозяйственные предприятия Спасского района, рисоводство.

## Известные уроженцы
- Глущенко, Юрий Николаевич (род. 1954) — советский и российский учёный, биолог.
- Пономаренко, Николай Петрович (1925—2008) — советский работник железнодорожного транспорта, Герой Социалистического Труда.